# دم مارمولک
دم مارمولک (نام علمی: Houttuynia cordata) نام یک گونه از راسته فلفل‌سیاه‌سانان است.